# 안드리에스 프레토리우스

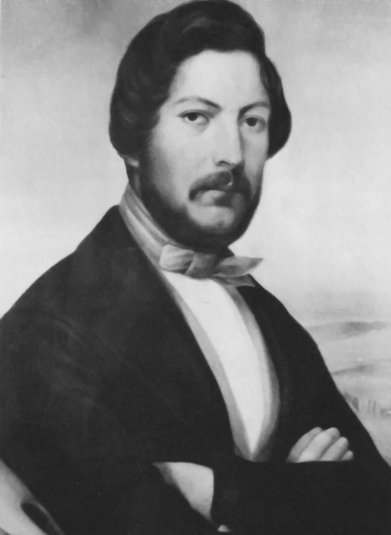
안드리에스 프레토리우스

안드리에스 빌헬무스 야코부스 프레토리우스(네덜란드어: Andries Wilhelmus Jacobus Pretorius, 1798년 11월 27일 ~ 1853년 7월 23일)는 보어인의 지도자로 줄루족과의 전투를 승리로 이끌고, 나탈리아 공화국과 트란스발 공화국 건립에 기여하였다. 남아프리카 공화국의 행정 수도인 프리토리아는 그의 이름을 딴 것이다.